# Луїс Ромо
Луїс Ромо (ісп. Luis Romo, нар. 5 червня 1995, Аоме) — мексиканський футболіст, захисник клубу «Монтеррей» та національної збірної Мексики. У складі олімпійської збірної Мексики — бронзовий призер Олімпійських ігор 2020 року. У складі «Крус Асуль» — переможець Ґуардінарес 2021 року — турніру закриття сезону.

## Клубна кар'єра
Луїс Ромо народився у 1995 році в штаті Сіналоа. Розпочав займатися футболом у школи клубу «Керетаро», а з 2018 року розпочав виступи в основній команді клубу, в якому грав до кінця 2019 року, вта провів у його складі 48 матчів чемпіонату.
На початку 2020 року Луїс Ромо став гравцем іншого мексиканського клубу «Крус Асуль». У складі команди Ромо став переможцем Ґуардінарес 2021 року — турніру закриття сезону, присвяченому всім тим, хто бореться з епідемією коронавірусної хвороби в країні. До кінця 2021 року відіграв за команду з Мехіко 57 матчів в національному чемпіонаті. З початку 2022 року Луїс Ромо грає в складі клубу «Монтеррей».

## Виступи за збірні
У 2019 році Луїс Ромо дебютував у складі національної збірної Мексики, у складі збірної на середину 2023 року провів 36 матчів.
У 2021 році Ромо включили до складу олімпійської збірної Мексики для участі у футбольному турнірі на Олімпійських іграх 2020 року у Токіо, на якому команда здобула бронзові олімпійські нагороди. У складі цієї команди провів 6 матчів, забив 2 голи.

## Титули і досягнення
Збірна Мексики
- Бронзовий призер Олімпійських ігор: 2020

«Крус Асуль»
- Чемпіонат Мексики: Переможець Ґуардінарес 2021 року

| Дата       | Місто          | Господарі  | Результат               | Гості              | Турнір                                   | Голи | Примітки |
| ---------- | -------------- | ---------- | ----------------------- | ------------------ | ---------------------------------------- | ---- | -------- |
| 20-11-2019 | Панама         | Мексика    | 2 – 1                   | Бермудські Острови | Ліга націй КОНКАКАФ 2019-2020 - 2-й етап | -    |          |
| 30-9-2020  | Мехіко         | Мексика    | 3 – 0                   | Гватемала          | товариський матч                         | -    | 61'      |
| 7-10-2020  | Амстердам      | Нідерланди | 0 – 1                   | Мексика            | товариський матч                         | -    | 77'      |
| 13-10-2020 | Гаага          | Алжир      | 2 – 2                   | Мексика            | товариський матч                         | -    | 73'      |
| 17-11-2020 | Ґрац           | Японія     | 0 – 2                   | Мексика            | товариський матч                         | -    |          |
| 30-3-2021  | Вінер-Нойштадт | Коста-Рика | 0 – 1                   | Мексика            | товариський матч                         | -    |          |
| 3-6-2021   | Денвер         | Мексика    | 0 – 0 д.ч. (5 – 4 п.п.) | Коста-Рика         | Ліга націй КОНКАКАФ 2019-2020 - півфінал | -    | 58'      |
| 7-6-2021   | Денвер         | США        | 3 – 2 д.ч.              | Мексика            | Ліга націй КОНКАКАФ 2019-2020 - Фінал    | -    | 66'      |
| 13-6-2021  | Атланта        | Мексика    | 0 – 0                   | Гондурас           | товариський матч                         | -    |          |
| 1-7-2021   | Нашвілл        | Мексика    | 3 – 0                   | Панама             | товариський матч                         | -    | 89'      |
| Усього     |                | Матчів     | 10                      |                    | Голів                                    | 0    |          |